# Zentralamerika- und Karibikspiele 2023/Tennis
Bei den Zentralamerika- und Karibikspielen 2023 in San Salvador wurden vom 1. bis 7. Juli 2023 sieben Wettbewerbe im Tennis ausgetragen.

## Herren

### Einzel
| Platz | Land                    | Spieler             |
| ----- | ----------------------- | ------------------- |
| 1     | Dominikanische Republik | Nick Hardt          |
| 2     | Dominikanische Republik | Roberto Cid Subervi |
| 3     | Jamaika                 | Blaise Bicknell     |

### Doppel
| Platz | Land                    | Spieler                         |
| ----- | ----------------------- | ------------------------------- |
| 1     | Venezuela               | Brandon Perez Ricardo Rodríguez |
| 2     | Costa Rica              | Rodrigo Crespo Jesse Flores     |
| 3     | Dominikanische Republik | Roberto Cid Subervi Nick Hardt  |

### Mannschaft
| Platz | Land      | Spieler                                                             |
| ----- | --------- | ------------------------------------------------------------------- |
| 1     | Venezuela | Brandon Perez Nick Hardt Cid Roberto Peter Bertran                  |
| 2     | Kolumbien | Alejandro Hoyos Johan Rodriguez Nicolas Buitrago Cristian Rodríguez |
| 3     | Venezuela | Ricardo Rodríguez Brandon Perez Rafael Abdul                        |

## Damen

### Einzel
| Platz | Land      | Spielerin             |
| ----- | --------- | --------------------- |
| 1     | Kolumbien | María Herazo González |
| 2     | Kolumbien | Yuliana Monroy        |
| 3     | Mexiko    | Maria Navarro         |

### Doppel
| Platz | Land                 | Spielerin                                   |
| ----- | -------------------- | ------------------------------------------- |
| 1     | Kolumbien            | Yuliana Lizarazo María Paulina Pérez García |
| 2     | Mexiko               | Jessica Hinojosa Maria Navarro              |
| 3     | Centro Caribe Sports | Maria Morales Andrea Weedon                 |

### Mannschaft
| Platz | Land      | Spielerin                                                                        |
| ----- | --------- | -------------------------------------------------------------------------------- |
| 1     | Kolumbien | María Herazo González Yuliana Lizarazo Yuliana Monroy María Paulina Pérez García |
| 2     | Mexiko    | Maria Navarro Jessica Hinojosa Maria Martinez                                    |
| 3     | Honduras  | Siham Richmagui Daniela Obando Natalie Espinal Alejandra Obando                  |

## Mixed
| Platz | Land                    | Spieler/in                                    |
| ----- | ----------------------- | --------------------------------------------- |
| 1     | Dominikanische Republik | Peter Bertran Kelly Williford                 |
| 2     | Kolumbien               | Cristian Rodríguez María Paulina Pérez García |
| 3     | Centro Caribe Sports    | Sebastian Dominguez Andrea Weedon             |

## Medaillenspiegel
| Platz | Land                    | Gold | Silber | Bronze | Gesamt |
| ----- | ----------------------- | ---- | ------ | ------ | ------ |
| 01    | Kolumbien               | 3    | 3      | —      | 6      |
| 02    | Dominikanische Republik | 3    | 1      | 1      | 5      |
| 03    | Venezuela               | 1    | —      | 1      | 2      |
| 04    | Mexiko                  | —    | 2      | 1      | 3      |
| 05    | Costa Rica              | —    | 1      | —      | 1      |
| 06    | Centro Caribe Sports    | —    | —      | 2      | 2      |
| 07    | Honduras                | —    | —      | 1      | 1      |
| 07    | Jamaika                 | —    | —      | 1      | 1      |